# 郭寄嶠
郭寄嶠（1902年11月14日—1998年7月26日），原名光霱，安徽合肥人，保定軍校第九期砲兵科畢業。陆军二级上将军衔。為郝伯村妻子郭婉華的四叔。

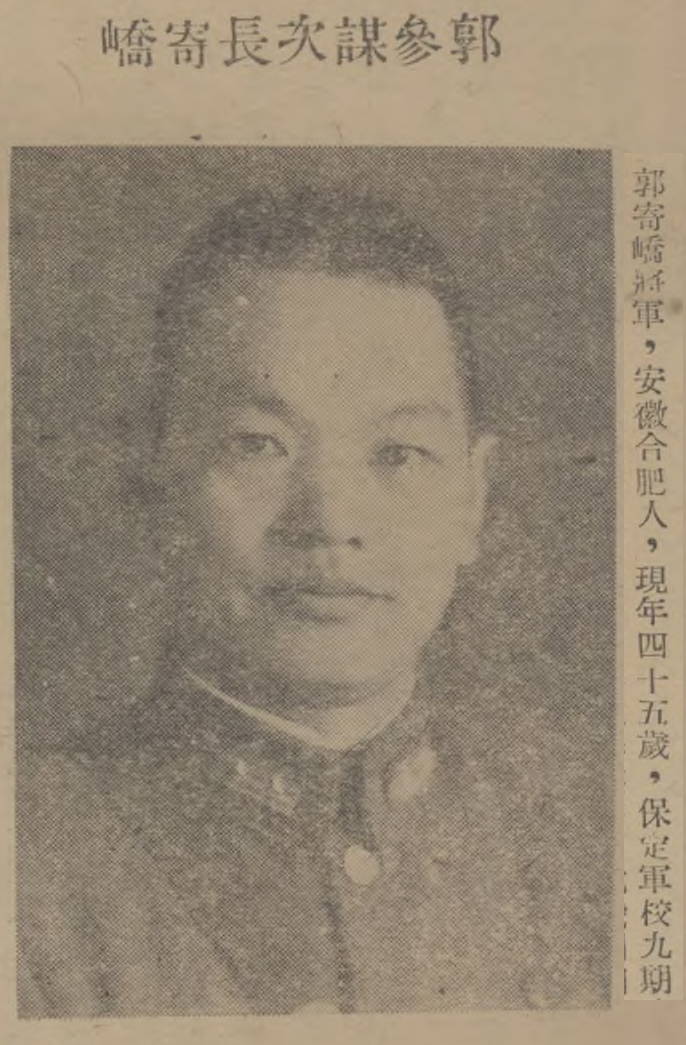

## 歷任
郭寄嶠畢業後進入奉系軍隊服役，所屬郭松齡之部隊麾下。由於郭松齡後來與馮玉祥合謀反叛張作霖失敗遭到處決，郭寄嶠只能流亡到西北軍體系。在魏益三的運作下，郭松齡的殘部合編為國民軍第四軍，郭寄嶠則因魏益三的賞識出任第四軍參謀長。
民國十五年（1926），因軍餉無以為繼魏益三叛離國民軍系，率領部隊投靠與馮玉祥對立的吳佩孚，部隊改名為討赤聯軍第八軍，郭寄嶠續任第八軍參謀處處長。隨著吳佩孚被國民革命軍擊敗，魏益三再度叛變投誠國民革命軍，部隊名稱變更為國民革命軍第三十軍，郭寄嶠續任該軍參謀長。
北伐戰爭結束後，因為看壞魏益三的前途，郭寄嶠離開三十軍投靠何鍵，擔任其參謀長。但郭寄嶠非湖南人，無法獲得何鍵重用。因此在民國十九年（1930）投靠同為安徽人的衛立煌，出任國民革命軍第45師參謀長，在民國二十一年（1932）5月該師擴編為國民革命軍第十四軍，郭寄嶠因此升職為軍參謀長兼任軍事委員會參議。在第十四軍任職期間，郭寄嶠因閩變時的用兵獲得衛立煌的倚重，在民國二十五年（1936）1月升遷為陸軍少將。
西安事變期間，郭寄嶠與衛立煌一同遭張學良拘留，後同時遭釋放。
民國二十六年（1937），升任陸軍中將。同年抗日戰爭爆發，11月6日郭寄嶠出任國民革命軍第九軍中將軍長，該軍的統領部隊為衛立煌擔任指揮官之國民革命軍第14集團軍，為衛立煌系統的主幹武力部隊。在衛立煌的職務持續升任期間，郭寄嶠也因此兼任更多上層職務。民國二十七年（1938）初兼任第14集團軍參謀長。民國二十八年（1939）衛立煌調任抗日戰爭第一戰區司令官，郭寄嶠也隨之調職兼任第一戰區參謀長。除了第九軍軍長職務，郭寄嶠同時也是第一戰區與中國共產黨交涉之對口。
民國二十九年（1940）6月，郭寄嶠的第九軍軍長職務交裴昌會，並轉任抗日戰爭第三戰區參謀長。
民國三十一年（1942）8月，轉任重慶衛戍司令部，最初仍擔任參謀長，後升任副總司令兼幹訓班主任。
民國三十二年（1943）10月，因衛立煌轉任中國遠征軍司令官，郭寄嶠被衛立煌延攬擔任長官部參謀長。
民國三十三年（1944）初，郭寄嶠調離中國遠征軍轉任鄂陝甘邊區警備總司令，脫離與衛立煌之間的職務紐帶關係。同年7月20日轉任抗日戰爭第一戰區副司令長官兼參謀長。
民國三十四（1945）年2月11日，轉任抗日戰爭第五戰區副司令長官。同年6月獲選中國國民黨第6屆中央執行委員候補。年中轉任抗日戰爭第八戰區副司令長官兼參謀長，與吳忠信和張治中搭檔協助朱紹良敉平伊寧事變。
民國三十五年（1946）1月出任國民政府軍事委員會委員長西北行營副主任，6月改任中華民國國防部參謀次長。10月出任甘肅省政府主席兼西北軍政長官公署副長官，協調與西北馬家軍之間的關係。此職務任職至民國三十八年（1949）5月，郭寄嶠離職並撤往臺灣。
抵達臺灣後，郭寄嶠曾出任東南軍政長官公署副長官、國防部參謀次長、美援運用委員會委員，民國四十年（1951）3月出任國防部長，授階陸軍二級上將，至民國四十三年（1954）5月卸任，此後離開軍界。
國防部長卸任後，轉任國策顧問。民國四十六年（1957）10月出任中國國民黨第8屆中國國民黨中央評議委員會委員，此後持續連任至第15屆。
民國五十二年（1963），出任蒙藏委員會委員長，任職至民國六十一年（1972）年卸任。

## 家族關係
中華民國前行政院長郝柏村是郭寄嶠的侄女婿，前任台北市長郝龍斌即其侄外孫。郭逸民為其姪子，已由中國科技大學教務長退休。東吳大學物理系教授郭中一為其姪孫，離職後返回合肥開辦生態農場。另一姪孫郭中人。
郭寄嶠為世界郭氏宗親總會的創會理事長

## 戰功
郭寄嶠歷任排長、連長、營長、團長、師長、軍長、總司令，及旅部、師部、軍部、軍團總司令部各級參謀長。郭寄嶠曾參加北伐、剿共諸戰役，及轉戰河南、河北諸會戰。抗日戰爭爆發於1937年忻口之役，郭寄嶠殲滅日軍板垣征四郎兵團大部，使華北得以從容佈置軍事。1938年至1940年間，郭寄嶠率部扼守中條山、太行山之間，擊退日軍13次猛攻，均獲致重大戰果。1944年，郭寄嶠參加豫西、陝東諸戰役，阻止日軍西進。1945年秋，新疆匪亂，迪化危急，郭寄嶠孤軍馳往，平定亂事。1946年9月，郭寄嶠獲頒青天白日勳章。1948年春，中國人民解放軍進擾隴東、窺伺西安；郭寄嶠部與解放軍彭德懷部激戰，戰勝彭德懷部，造成著名之西府隴東戰役。1950年4月，郭寄嶠負責指揮舟山國軍轉進部隊15餘萬人來臺灣，並在中華民國中央政府來臺初期穩定軍政體系，度過當時不安的軍事政局。

## 外部連結
| 政府职务                | 政府职务                                       | 政府职务      |
| ----------------------- | ---------------------------------------------- | ------------- |
| 前任： 俞大維（未就任） | 中華民國國防部部長 1951年2月20日—1954年5月26日 | 繼任： 俞大維 |